# José Gálvez Egúsquiza
José Gálvez Egúsquiza (Cajamarca, 17 de marzo de 1819 - Callao, 2 de mayo de 1866) fue un abogado, catedrático y político liberal peruano. Gran orador, desde la tribuna parlamentaria,abogó por reformas de cuño liberal, como la abolición de la esclavitud y del tributo indígena. Presidió en dos ocasiones la Convención Nacional de 1855-1857, congreso constituyente que dio la Constitución Liberal de 1856. Durante el gobierno presidencial de Mariano Ignacio Prado fue secretario (ministro) de Guerra y Marina (1865). Fue uno de los héroes del Combate del Callao, librado el 2 de mayo de 1866, donde falleció combatiendo a la escuadra española, convirtiéndose así en símbolo de la independencia de América.
El historiador chileno Benjamín Vicuña Mackenna, que lo conoció personalmente, lo retrató así: «Gálvez era un hombre de modesta figura, pequeño de cuerpo, moreno, pálido, con una cabeza cuidadosamente peinada, esmerado en su traje y de modales en extremo suaves y atractivos. Pero bajo esa apariencia fría y dulce ocultaba un gran corazón y una inteligencia vasta y desarrollada».

## Biografía
Sus padres fueron el coronel limeño José Manuel Gálvez Paz y María Micaela Egúsquiza y Aristizábal. Fue el mayor de los célebres hermanos Gálvez, junto con el político Manuel María Gálvez Egúsquiza y el líder liberal y magistrado Pedro Gálvez Egúsquiza. Sus primeros estudios los hizo en el Colegio Central de Ciencias y Artes de Cajamarca, regentado por el Presbítero Juan Pío Burga. Culminado sus estudios, ayudó por algún tiempo a sus padres en las labores de su Hacienda Catudén.
En 1842 se trasladó a Lima, matriculándose en el convictorio de San Carlos, cuyo rector era el famoso clérigo Bartolomé Herrera. Se graduó de bachiller en Sagrados Cánones en 1843 y se recibió de abogado en 1845. Durante cinco años ejerció su profesión en la zona de Cerro de Pasco y Tarma (sierra central).
En 1850 volvió a Lima, y se incorporó al Colegio Nacional Nuestra Señora de Guadalupe como profesor de Filosofía Moral, Psicología, Lógica y Teodicea. En 1852 fue nombrado director del mismo en reemplazo de su hermano Pedro Gálvez e imprimió una acentuada tendencia liberal en los estudios, contrastando con la orientación conservadora seguida en el convictorio carolino.
Dejó la docencia para incorporarse a la revolución iniciada por el general Ramón Castilla, en Arequipa, y contribuyó a decidir la abolición del tributo de los indígenas y la emancipación de los esclavos (1854), por las cuales había abogado teóricamente en sus clases. Triunfante la revolución en la batalla de La Palma (5 de enero de 1855), fue nombrado rector del convictorio de San Carlos, y durante su gestión se esforzó por contrarrestar la influencia de Herrera.
Luego fue elegido diputado por la provincia de Pasco, pasando a integrar la Convención Nacional de 1855, convocada para dar una nueva Constitución, en reemplazo de la de 1839. Al instalarse dicha Convención el 13 de julio de 1855, Gálvez fue elegido como Secretario, siendo reelegido en las sucesivas elecciones de 1.º de septiembre, 1.º de octubre y 1.º de noviembre, desempeñando el cargo hasta el 30 de este mes. El 1.º de febrero de 1856 fue elegido Presidente, cargo que desempeñó hasta el 28 del mes referido, siendo reelegido hasta en dos oportunidades más. Luego de arduos debates, los convencionales dieron la Constitución Liberal de 1856.
Gálvez formó también parte de la Comisión Codificadora del Código Penal en 1857.
En 1857 Castilla disolvió la Convención Nacional, actitud que convirtió a Gálvez en un acérrimo opositor, colaborando en el periódico El Constitucional (3 de abril a 1 de agosto de 1858). Castilla convocó un Congreso ordinario e hizo que en él se debatiera una nueva Constitución, que fue la moderada de 1860. Para impedir que prevaleciera esta nueva carta política, Gálvez formó parte junto con Ricardo Palma y otros liberales y oficiales, de una conspiración para, según la versión oficial, victimar a Castilla, tomando por asalto su casa de la calle de las Divorciadas (23 de noviembre de 1860). Fracasado el intento, tuvo que asilarse en la legación de Chile en Lima y salir al destierro, rumbo a Europa. 

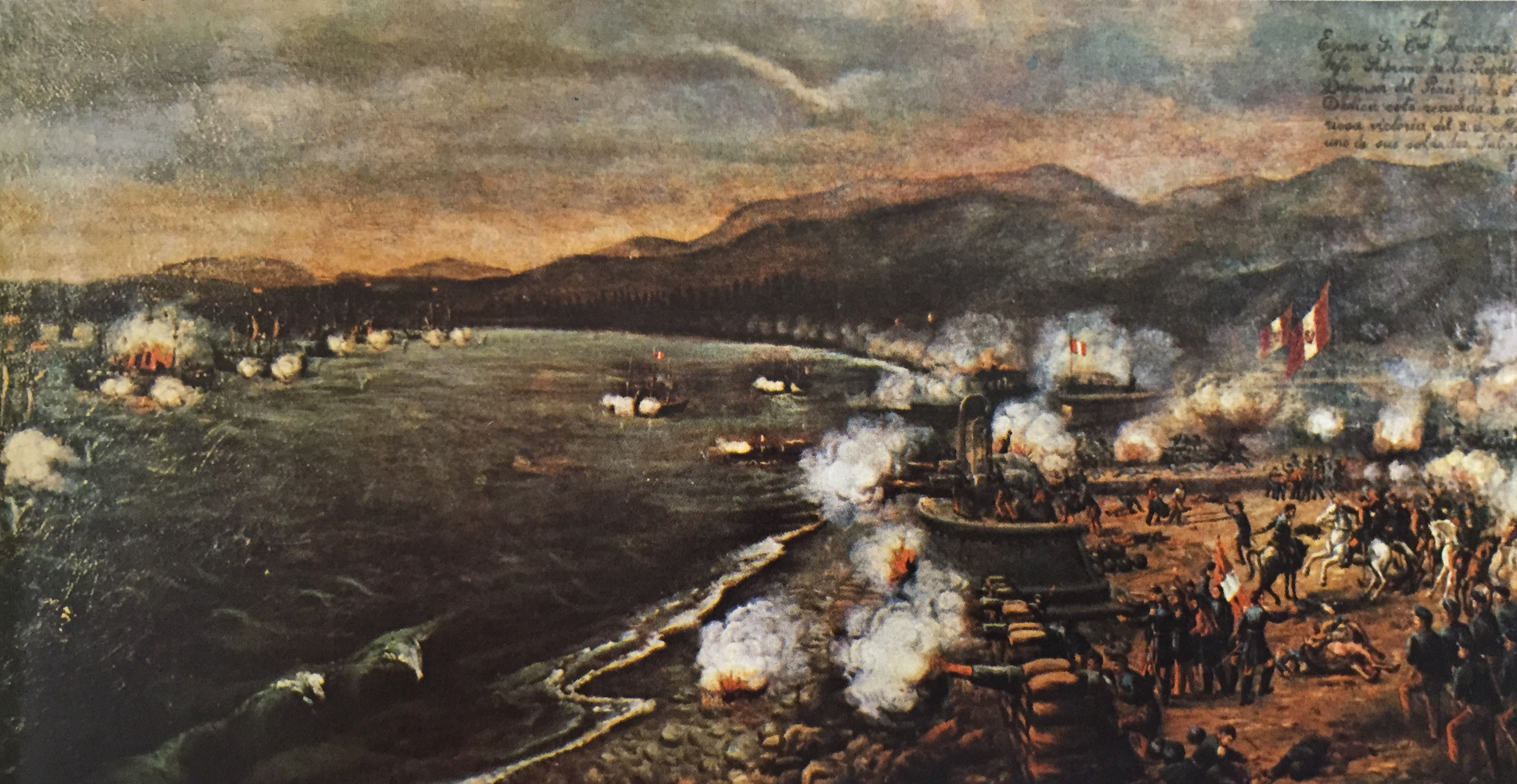
Combate del 2 de mayo del Callao.

El 14 de diciembre de 1860 partió del Callao, con uno de sus menores hijos, con destino a Panamá, viajando a París y luego a Ginebra. Retornó al Perú el 2 de noviembre de 1862 y se consagró a la abogacía. Al año siguiente se doctoró en Jurisprudencia en la Universidad Mayor de San Marcos, con una tesis sobre el carácter autónomo de las instituciones científicas con respecto al Estado.
En 1865 fue elegido decano del Colegio de Abogados de Lima y desde esa investidura criticó la actitud pasiva del presidente Juan Antonio Pezet ante la agresión de la Escuadra Española del Pacífico, siendo por ello desterrado nuevamente a Chile. Retornó al Perú y se unió en Chincha a la revolución encabezada por el coronel Mariano Ignacio Prado, a quien solicitó que se le permitiera combatir. Fue aceptada su solicitud y se le otorgó el grado de coronel. Tras el triunfo de la revolución y la instauración de la dictadura de Prado, fue designado como secretario (ministro) de Guerra y Marina, integrando el famoso Gabinete de los Talentos, del que fue líder (1865).

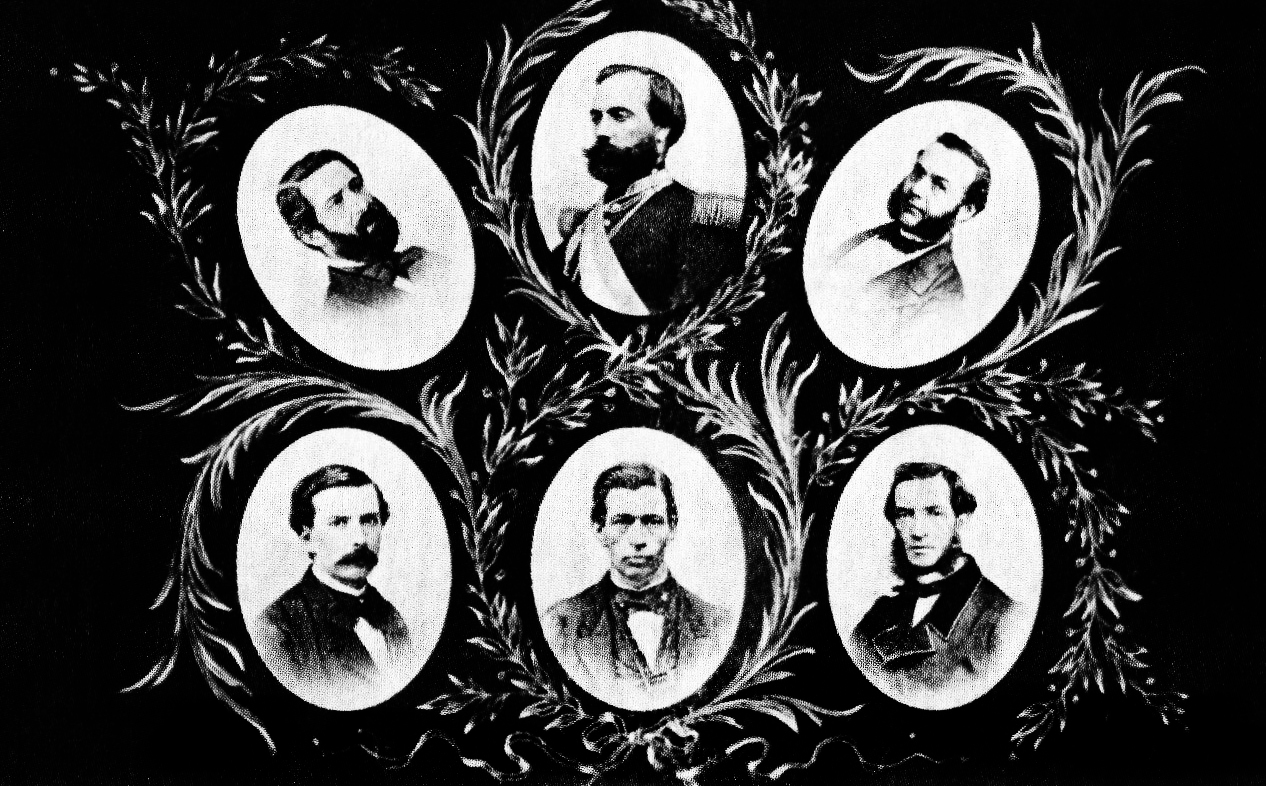
El dictador Mariano Ignacio Prado y su “Gabinete de los Talentos”. José Gálvez Egúsquiza, José María Químper, Manuel Pardo y Lavalle, José Simeón Tejeda y Toribio Pacheco y Rivero.

Cuando en abril de 1866 se enteró del manifiesto efectuado desde la fragata capitana Numancia por el almirante Casto Méndez Núñez, comandante de la Escuadra Española, amenazando con bombardear el Callao en un plazo de cuatro días, Gálvez asumió la dirección de la defensa del puerto y construyó una serie de baterías, emplazadas al norte y sur, situando los endebles y escasos barcos de guerra al centro. En la defensa norte se ubicaba la torre de Junín, el fuerte de Ayacucho y el famoso cañón del pueblo; en las baterías del sur el fuerte de Santa Rosa, la torre de la Merced, que era giratoria y blindada y la batería Zepita que estaba frente a la Mar Brava.
El 2 de mayo de 1866, en las primeras horas del combate, uno de los cañones Blakely del fuerte de Santa Rosa se inutilizó. Lo lamentable fue que una bomba de la fragata española Almansa, penetró por una de las puertas y cayó en unos depósitos de pólvora, lo que se provocó una inmensa explosión que destruyó la torre de la Merced, donde se hallaba Gálvez, junto con algunos oficiales y soldados, muriendo todos heroicamente.
Al día siguiente el Gobierno dio un Decreto ordenando que en el Batallón de Artillería de Plaza se considere a Gálvez como «Primer Jefe». Y cuando se leyó su nombre en el acto de revista, el comandante contestó: «Muerto heroicamente en la Defensa de la Patria y en Honor de América».
Gálvez fue enterrado en un mausoleo en el Cementerio Presbítero Maestro.

## Héroe civil y caudillo liberal
José Gálvez Egúsquiza con razón puede ser considerado el más grande héroe civil del Perú, comparable en dimensión a Miguel Grau y a Francisco Bolognesi (marino y soldado, respectivamente). Jorge Guillermo Leguía lo llama "formidable orador y caudillo demócrata" y elogia así la obra que emprendieron Sebastián Lorente y los hermanos Pedro y José Gálvez Egúsquiza desde las aulas del Colegio de Nuestra Señora de Guadalupe contraponiendo los ideales liberales de democracia e igualdad al conservadurismo de Bartolomé Herrera en el Convictorio de San Carlos: 

"El Convictorio ultramontano de Herrera causó la resurrección del liberalismo rodríguez-mendocino [se refiere al precursor de la independencia peruana don Toribio Rodríguez de Mendoza] y su adaptación a las ideas de 1848. Frente a San Carlos, que propugnaba una jerarquía con dejos coloniales, se alzó el Colegio de Nuestra Señora de Guadalupe; y frente a Herrera surgieron el español Sebastián Lorente (...) y los cajamarquinos Pedro y José Gálvez Egúsquiza. El glorioso triunvirato liberal, además de combatir el aspecto retrógrado de la propaganda herreriana, luchó intelectual y cívicamente por la igualdad. Y no satisfecho con su noble prédica, abandonó el aula por la quebrada del montonero y el campo de batalla revolucionario, en los cuales impuso la abolición de la esclavitud de los negros y la supresión del tributo de los indios.

"Llegados sus prohombres al gobierno, José Gálvez fue nombrado rector del Colegio de San Carlos e inició la reforma de la Universidad, sancionada por el gobierno dictatorial de Castilla. José Gálvez, el integérrimo e integral hombre público de Chontapaccha que había bregado por la libertad física de los negros, acometió la cruzada de conquistar la libertad de las mentes; y en su rectorado, tan fugaz como brillante, trajo al Convictorio la más ilustre pléyade que haya nunca ingresado en estos claustros [los de la “Casona” de San Marcos”, en el centro de Lima]. Demás está agregar que ni Antonio Raimondi, ni Mateo Paz Soldán, ni Wenceslao Garaicochea, los egregios hombres de ciencia llamados por el formidable orador y caudillo demócrata, poseían ideología oscurantista.

"La intervención de Gálvez en la Universidad abre gallardamente la cuarta etapa de San Marcos: la etapa profesional".

Así el gran José Gálvez Egúsquiza salió del rectorado del San Carlos restaurado en el liberalismo para asumir las más altas responsabilidades en la Secretaría de Defensa hasta organizar la respuesta civil y militar del Callao frente a la arrogancia de la monarquía española que pretendía dar una lección a las naciones del Pacífico sudamericano.

## El monumento en la Plaza Dos de Mayo
Tras la inmolación de José Gálvez Egúsquiza en el combate del 2 de mayo de 1866, en 1874 se inauguró en el que fuera Óvalo de la Reina, frente a la portada del Callao de la antigua muralla de Lima, la columna de la victoria del Combate del combate del 2 de mayo. Originalmente el diseño debía llevar el busto de Gálvez en su cúspide, pero luego se acordó reemplazarlo por la estatua de la Victoria, pues se consideró que el monumento debería tributar homenaje a todos los defensores del Callao y no solo a un individuo en particular. El viajero alemán Ernest W. Middendorf a fines del siglo XIX describe así este monumento:

“Al centro de un espacio circular, que está separado del resto de la plaza por pequeños postes y cadenas, se eleva una columna estriada que mantiene sobre una esfera la figura aérea y dorada de la diosa de la Victoria. La figura mira hacia el lado del mar y sostiene en la mano derecha en alto una espada corta y en la izquierda una palma. La base de la columna es cilíndrica y está constituida por tres altas gradas de granito. Luego sigue el zócalo, que está protegido por una reja de fierro. En sus partes laterales se ven placas de bronce y en relieve representaciones de escenas de la lucha; encima va un capitel cuadrado sobre el que se alza la columna y sobre cuyos lados se apoyan cuatro figuras de mujeres como símbolo de las cuatro repúblicas americanas aliadas [Chile, Bolivia, Ecuador y Perú]. En la parte que se orienta al mar se encuentra sobre una pequeña plataforma la figura que reproduce la muerte del coronel Gálvez, y debajo de ella se lee la inscripción: “A los defensores del Perú y de América que renovando las glorias de la independencia rechazaron la invasión española y sellaron la unión americana en el Callao el dos de mayo de 1866 – MDCCCLXXII”.

Muchas calles y plazas de las ciudades peruanas llevan también los nombres de José Gálvez y del glorioso combate del 2 de mayo.

## Descendencia
El 7 de septiembre de 1846 contrajo matrimonio en la Iglesia del Milagro de Lima con Ángela Moreno y Maíz, hija del sargento mayor José Moreno y Mantilla y de María del Carmen Maíz, quien pertenecía a una acaudalada familia dedicada a negocios mineros.
Entre sus siete hijos estuvieron:
- María Gálvez Moreno, quien contrajo matrimonio en 1882 con el coronel del ejército peruano Samuel Palacios Mendiburu.
- Angélica Gálvez Moreno, quien se casó el 4 de agosto de 1892 con Manuel Bernardo Sayán Palacios.
- Justiniano Aurelio Gálvez Moreno, quien contrajo matrimonio con Amalia Barrenechea de la Fuente, hija del jurista y diplomático José Antonio Barrenechea y Morales, quienes fueron padres del político José Gálvez Barrenechea.
- José Gálvez Moreno, político, marino y héroe de la guerra del Pacífico. Contrajo matrimonio con Enriqueta Evens y Evens.
- Luis Augusto Gálvez Moreno.
- Gerardo Wencelao Gálvez Moreno.
- Carlos Enrique Gabriel Gálvez Moreno.